# Consuelo Gutiérrez del Arroyo González
Consuelo Gutiérrez del Arroyo González, (Madrid, 14 de enero de 1910 - 2005) fue una archivera española que dirigió el Centro de Estudios Históricos. En febrero de 1935, ingresó en el cuerpo Facultativo de Archiveros, Bibliotecarios y Arqueólogos. Después de la Guerra civil española, tras los procesos de depuración, estuvo vinculada a la Residencia de Señoritas y a la Asociación Española de Mujeres Universitarias.

## Trayectoria
Nació en Madrid, el 14 de enero de 1910. Desarrolló sus estudios en la Institución Libre de Enseñanza primero y en la Universidad Central de Madrid después, donde obtuvo la licenciatura en Filosofía y Letras, en la sección de Historia, el 30 de agosto de 1933. Durante su etapa universitaria fue becaria en la sección de Historia de la recién abierta sección medieval del Centro de Estudios Históricos, que posteriormente se convertiría en el Instituto de Estudios Medievales, del que también formó parte. Además, fue alumna y después amiga de Claudio Sánchez Albornoz, junto al que dirigió el Centro de Estudios Históricos.
Profesionalmente destaca su carrera como archivera y maestra de archiveros. En junio de 1933 ejerció como funcionaria interina en la Biblioteca Nacional, desde donde se trasladaría, un mes más tarde, al Archivo Histórico Nacional En 1935 aprobó las oposiciones y fue nombrada funcionaria del Cuerpo Facultativo de Archiveros, Bibliotecarios y Arqueólogos. Primero se trasladó al Archivo Regional de Galicia. Pronto solicitó una excedencia voluntaria para continuar su trabajo en el Centro de Estudios Históricos. Con el fin de la Guerra Civil Española pudo, en 1940, retomar su actividad profesional tras pasar, sin sanción, el proceso de depuración. En 1941 fue destinada provisionalmente al Archivo Histórico Nacional. Poco tiempo después se traslada a la Biblioteca de la Escuela de Arquitectos de Madrid (noviembre-diciembre). Al año siguiente, obtiene como destino definitivo el Archivo Histórico Nacional, con el que mantuvo una estrecha vinculación hasta su jubilación el 14 de febrero de 1980. 
Es de destacar su labor como archivera al frente de la Sección de Universidades y la sección de Órdenes Militares, bajo la dirección de Áurea Javierre Mur, destacada archivera española. En paralelo, es también destacable su labor en la creación de guías y catálogos, así como en la organización de exposiciones, como la realizada para el VIII Centenario de la Orden de Santiago. También participó en algunos proyectos colectivos como la Guía de Archivos de Madrid, Estudios de la situación de los Archivos en Francia e Italia y su labor docente como profesora de Paleografía y formadora de Archiveros.

## Publicaciones
- Gutiérrez del Arroyo, Consuelo, "Fueros de Oreja y Ocaña. (Documentos)" en Anuario de Historia del Derecho Español, Número XVII (1946)
- Gutiérrez del Arroyo, Consuelo, Privilegios Reales de la Orden de Santiago en la Edad Media, Catálogo de la serie existente en el Archivo Histórico Nacional, Madrid (1946)
- Catálogo de la documentación navarra de la Orden de San Juan de Jerusalén en el Archivo histórico nacional : siglos XII-XIX
- Catálogo de los documentos referentes a los conventos de Santiago, Calatrava y Alcántara que se conservan en el archivo secreto del Consejo de las Órdenes Militares
- Guía de la Sección de Órdenes Militares